# Alloxantha hierrensis
Alloxantha hierrensis là một loài bọ cánh cứng trong họ Oedemeridae. Loài này được Franz miêu tả khoa học năm 1986.